# Béla Szendey
Béla András Richárd Szendey (* 5. Oktober 1902 in Budapest; † 29. Oktober 1966 ebenda) war ein ungarischer Ruderer.

## Karriere
Béla Szendey gehörte dem Neptun Budapesti Evezős Egylet an und gewann neun ungarische Meistertitel im Einer (1923–1928, 1930, 1931 und 1933) sowie zehn im Doppelzweier (1923–1931 und 1933). Bei den Olympischen Sommerspielen 1924 in Paris trat er mit  Ervin Mórich in der Doppelzweier-Regatta an. Das Duo schied im Vorlauf aus. Im Einer gewann er bei den Europameisterschaften 1926 Bronze, 1927 Silber, ehe er 1930 in Lüttich Europameister wurde. Bei den Olympischen Sommerspielen 1928 in Amsterdam schied er in der Einer-Regatta vorzeitig aus. Mit seinem Bruder András konnte Béla Szendey bei den Europameisterschaften 1931 und 1933 jeweils Bronze im Doppelzweier gewinnen.
Nach seiner Karriere war er als Rudertrainer tätig.